# Lingua goaria
La lingua goaria è una lingua indoaria parlata in Pakistan.

## Distribuzione geografica
Secondo l'edizione 2009 di Ethnologue, la lingua goaria è parlata da 25.400 persone in Pakistan ed è diffusa soprattutto nella provincia di Sindh. I parlanti sono prevalentemente induisti, e utilizzano la lingua hindi per il culto.

## Sistema di scrittura
La lingua è scritta con l'alfabeto arabo.